# Rabobank
Rabobank — нидерландский кооперативный банк, второй крупнейший банк страны после ING. Штаб-квартира в Утрехте, основной операционный центр в Амстердаме. Специализируется главным образом на агропромышленном секторе и перерабатывающей промышленности. Представительства в 38 странах. Входит в 50 крупнейших финансовых мировых институтов. На 2015 год занимал 25-е место в списке самых надёжных банков мира по версии Global Finance.

## История
Первые кооперативные (или иначе взаимные) банки начали появляться в Германии в середине XIX века по принципам, выдвинутым Фридрихом Вильгельмом Райффайзеном. Эта модель к концу века распространилась во Франции и Нидерландах, на 1898 год в Нидерландах работало два объединения кооперативных банков, Coöperatieve Centrale Raiffeisen-Bank в Утрехте и Coöperatieve Centrale Boerenleenbank в Эйндховене (первый был протестантским, второй католическим, религиозные разногласия препятствовали их объединению). К 1972 году разногласия утратили своё значение, и два банка объединились под названием Coöperatieve Centrale Raiffeisen-Boerenleenbank, или для кратости Rabobank.
С 1980 года началось распространение деятельности за рубеж, особое внимание уделялось Индонезии (в прошлом колонии Нидерландов), Австралии и Новой Зеландии. В Индонезии в 1990 году было сформировано совместное предприятие с местным банком Bank Duta, названное RabobankDuta; после банкротства Bank Duta в 1998 году банк был реорганизован в PT Bank Rabobank. В Австралии и Новой Зеландии были куплены Primary Industry Bank of Australia (1994 год, в 2003 году переименован в Rabobank Australia Limited), Wrightson Farmers Finance Limited (1997 год, через два года стал Rabobank New Zealand), Lend Lease Agro Business (2003 год), Bank Haga и Bank Hagakita (2008 год, Индонезия).

## Деятельность
На конец 2020 года активы составляли 632 млрд евро, из них на выданные кредиты пришлось 436 млрд евро; депозитные вклады клиентов составили 361 млрд евро. Основную часть выручки составляет чистый процентный доход, в 2020 году 8,2 млрд из 10,8 млрд евро. Обслуживает 9,6 млн клиентов, 2,1 млн членов кооперативного банка.
Основные подразделения:
- розничный банкинг в Нидерландах — полный спектр банковских услуг на домашнем рынке; 287 отделений, выручка — 6 млрд евро, активы — 275 млрд;
- корпоративный и аграрный банкинг — банковские услуги компаниям и корпорациям преимущественно аграрного сектора как в Нидерландах, так и в других странах; выручка — 2,7 млрд евро, активы — 135 млрд;
- лизинг — лизинг оборудования производителям, продавцам и дистрибьютером сельскохозяйственной продукции; выручка — 1,5 млрд евро, активы — 36 млрд;
- строительство — финансирование жилого строительства; выручка — 294 млн евро, активы — 3 млрд;
- прочее — доход от инвестиций в другие компании, в частности Achmea B. V.; выручка — 296 млн евро, активы — 183 млрд[1].

Основным регионом деятельности являются Нидерланды, далее в порядке убывания значимости следуют США, Австралия, Германия, Великобритания, Бразилия, Новая Зеландия, Канада, Ирландия, Гонконг, Сингапур, Франция, Бельгия, Испания, Швеция, Индия, Италия,Чили, Норвегия, Дания, Польша.